# Струве, Карл Яковлевич
Карл Людвиг Яковлевич Струве (1785—1838) — доцент Дерптского университета, поэт, брат знаменитого астронома В. Я. Струве.
Родился в Ганновере 2 мая 1785 г. Сдав в 1801 г. блестяще выпускной экзамен, в Альтонской гимназии, он поехал в Геттинген, с целью изучать в местном университете филологию и теологию, где своими необыкновенными способностями он обратил на себя всеобщее внимание. В 1802 г. за сочинение, написанное на конкурс, «De doctrina Graecorum et Romanorum philosophorum de statu animarum post morem» — он был удостоен золотой медали.
Из Геттингена, где пробыл год, Струве перебрался в Киль, где занятия его шли так успешно, что в декабре 1803 г., когда ему еще не было полных 19 лет, он выдержал испытание на звание доктора филологии после защиты диссертации на тему: «Observationum et emendationum in Propertium edendum specinem». В 1804 г. он занял место домашнего учителя у некоего г. Мейнера, жившего в России, в 40 верстах от Дерпта. Через посредство профессора Дерптского университета Гаспари, родного дяди Струве, он познакомился со многими профессорами этого университета и особенно близко сошелся с профессором политической экономии Фридр. Ромбахом, которому поручено было основать в Дерпте гимназию. Ромбах, высоко ценивший способного молодого ученого, пригласил его место преподавателя греческого языка и литературы в гимназии.
В 1805 г., после защиты диссертации «Pro venia legende de elementis Empedoclis», Струве был приглашен Дерптским университетом в доценты по кафедре древнеклассической филологии. В качестве преподавателя гимназии и приват-доцента университета Струве читал о Гомере, Софокле, Геродоте, Ювенале, Горации, о римских и греческих древностях, о истории и мифологии, греческой и латинской грамматике. В Дерпте он написал большую часть своих трудов, составивших ему имя в ученом мире. Особенно широкую известность доставила ему речь, произнесенная им в гимназии, в день коронованная Императора Александра I, 15 сентября 1812 г. под названием: «Der Feldzug des Darius gegen die Scythen» (издана трижды на немецком яз., в 1812, 1813 и 1822 гг., и переведена на латинский и на русский — «Сын Отеч.», 1812 г., ч. 4).
Постоянным желанием Струве было занять ординарную кафедру в университете, и он был избран советом в качестве профессора истории, но по неизвестным причинам не получил утверждения. Следствием этой неудачи было его решение сделаться пастором. В 1813 г. он выдержал испытание при Дерптском университете на степень кандидата теологии и занял место пастора в одном приходе, недалеко от Дерпта, где пробыл всего лишь год, в течение которого успел научиться эстонскому языку. Вскоре через посредство проф. Бурдаха и своего дяди Гаспари он получил предложение занять место директора старой городской гимназии в Кенигсберге, на что согласился и после 9-летнего пребывания в Дерпте уехал и Кенигсберг (1814 г.). Под его более чем 24-летним руководством Кенигсбергская гимназия пришла в цветущее состояние; в Кенигсберге, он и умер в 1838 г.
Струве оставил после себя на латыни и немецком языке ряд ценных работ по филологии, мифологии, истории древнего мира и даже по математике. Известен Струве и как поэт. Первоначально его стихотворения помещались в различных немецких периодических изданиях, затем они были собраны и изданы отдельной книгой под заглавием «Gelegenheitsgedichte» (Königsberg, 1815).